# Okręg Carcassonne
Okręg Carcassonne (fr. Arrondissement de Carcassonne) – okręg w południowo-zachodniej Francji. Populacja wynosi 153 tysiące.

## Podział administracyjny
W skład okręgu wchodzą następujące kantony:
- Alzonne,
- Belpech,
- Capendu,
- Carcassonne-Centre,
- Carcassonne-Est,
- Carcassonne-Nord,
- Carcassonne-Sud,
- Castelnaudary-Nord,
- Castelnaudary-Sud,
- Conques-sur-Orbiel,
- Fanjeaux,
- Lagrasse,
- Mas-Cabardès,
- Montréal,
- Mouthoumet,
- Peyriac-Minervois,
- Saissac,
- Salles-sur-l'Hers.